# 니시오 이신

니시오 이신(일본어: 西尾維新, にしお いしん, 1981년~)은 일본의 소설가, 만화원작자다. 필명 니시오 이신은 회문으로, 필명을 로마자로 바꿨을 때 ‘NISIOISIN’에서 O를 중심으로 문자가 대칭된다.
스무 살이 되던 해인 2002년 《잘린 머리 사이클》로 제23회 메피스토 상을 수상하며 데뷔했다. 데뷔 당시의 캐치프레이즈는 “교토의 스무살, 니시오 이신”이었다. 이후 《잘린 머리 사이클》의 주인공을 서술자로 한 ‘헛소리 시리즈’가 큰 인기를 얻어 2006년의 ‘이 라이트 노벨이 대단해!’ 랭킹에서 1위, 2007년 랭킹에서는 3위에 들었다.
《파우스트》(ファウスト)에서 작품을 발표하고 있고, 만화 작품을 소설화하기도 했다.

## 국내 발표작
니시오 이신의 작품은 주로 학산문화사의 레이블 파우스트 노벨즈에서 현정수 역으로 출간된다. 하지만 2005년 이성현 번역으로 들마루에서 출간한 《너와 나의 일그러진 세계)》와 대원씨아이에서 서범주 역으로 출간한 《데스 노트 Another Note 로스엔젤레스 BB 연속 살인사건》, 서울문화사에서 윤영의 역으로 출간한 《어나더 홀릭 란돌트 고리 에어로졸 : XXX홀릭 소설판》은 예외이다.

### 단행본
- 2005년 8월, 《너와 나의 일그러진 세계(きみとぼくの壊れた世界)》

TAGRO 그림, 이성현 번역. 들마루. 316쪽, ISBN 89-952862-5-3
- 2006년 9월, 《데스 노트 Another Note 로스엔젤레스 BB 연속 살인사건(DEATH NOTE アナザーノート ロサンゼルスBB連続殺人事件)》

오바타 타케시 그림. 대원씨아이. 300쪽, ISBN 89-252-0528-9
- 2008년 7월, 《어나더 홀릭 란돌트 고리 에어로졸 : XXX홀릭 소설판 (xxxHOLiC アナザーホリック ランドルト環エアロゾル)》

CLAMP 그림. 서울문화사. 283쪽, ISBN 978-89-532-8715-0

#### 헛소리 시리즈
- 2006년 10월, 《잘린 머리 사이클 - 청색 서번트와 헛소리꾼(クビキリサイクル 青色サヴァンと戯言使い)》

타케 그림, 현정수 번역. 학산문화사. 489쪽, ISBN 89-529-8238-X
- 2007년 3월, 《목조르는 로맨티스트 - 인간실격.제로자키 히토시키(クビシメロマンチスト 人間失格・零崎人識)》

타케 그림, 현정수 번역. 학산문화사. 481쪽, ISBN 978-89-529-9199-7
- 2007년 9월, 《목매다는 하이스쿨 - 헛소리꾼의 제자(クビツリハイスクール 戯言遣いの弟子)》

타케 그림, 현정수 번역. 학산문화사. 256쪽, ISBN 978-89-529-9730-2
- 2008년 4월, 《사이코로지컬 상 - 우츠리기 가이스케의 헛소리 부수기(サイコロジカル（上） 兎吊木垓輔の戯言殺し)》

타케 그림, 현정수 번역. 학산문화사. 308쪽, ISBN 978-89-258-0041-7
- 2008년 4월, 《사이코로지컬 하 - 매력적인 허풍쟁이 코우타(サイコロジカル（下） 曳かれ者の小唄)》

타케 그림, 현정수 번역. 학산문화사. 368쪽, ISBN 978-89-258-0043-1
- 2008년 10월, 《카니발 매지컬 - 살육기술의 니오우노미야 남매(ヒトクイマジカル 殺戮奇術の匂宮兄妹)》

타케 그림, 현정수 번역. 학산문화사. 636쪽, ISBN 978-89-258-1134-5
- 2009년 4월, 《모든것의 래디컬 상 - 13계단(ネコソギラジカル (上) 十三階段)》

타케 그림, 현정수 번역. 학산문화사. 476쪽, ISBN 978-89-258-1136-9
- 2009년 4월, 《모든것의 래디컬 중 - 붉은 정복 vs 주황색 씨앗 (ネコソギラジカル (中) 赤き征裁VS.橙なる種)》

타케 그림, 현정수 번역. 학산문화사. 476쪽, ISBN 978-89-258-1138-3
- 2009년 6월, 《모든것의 래디컬 하 - 청색 서번트와 헛소리꾼 (ネコソギラジカル（下） 青色サヴァンと戯言遣い)》

타케 그림, 현정수 번역. 학산문화사. 484쪽, ISBN 978-89-258-1139-0

#### 신본격 마법소녀 리스카
신본격 마법소녀 리스카(新本格魔法少女りすか)는 니시오 이신이 《파우스트》에 연재중인 소설로, 일본에서는 3권의 단행본이 나와 있고,
2007년 내로 1권의 단행본이 추가로 발매될 예정이다. 한국에서는 2009년 9월 단행본 1권이 발매되었다.
캡콤(CAPCOM)의 일러스트레이터 니시무라 기누(西村キヌ)가 일러스트를 그렸다.
- 제1화, 〈Subway Accident〉 - 《파우스트》 vol.1
- 제2화, 〈Shadow Kingdom〉 - 《파우스트》 vol.2
- 제3화, 〈Eating One〉 - 《파우스트》 vol.3
- 제4화, 〈Evil Eye〉 - 《파우스트》 vol.4
- 2009년 9월, 《신본격 마법소녀 리스카 1(新本格魔法少女りすか1)》

니시무라 기누 그림, 현정수 번역. 학산문화사. 321쪽, ISBN 978-89-258-0044-8
- 2010년 6월, 《신본격 마법소녀 리스카 2(新本格魔法少女りすか2)》

니시무라 기누 그림, 현정수 번역. 학산문화사. 327쪽, ISBN 978-89-258-0046-2

#### 이야기 시리즈
- 2006년 11월,《괴물 이야기 상(上)》

VOFAN 그림, 현정수 번역. 학산문화사. 588쪽
- 2006년 12월,《괴물 이야기 하(下)》

VOFAN 그림, 현정수 번역. 학산문화사. 534쪽
- 2008년 5월,《상처 이야기 - 코요미 뱀프》

VOFAN 그림, 현정수 번역. 학산문화사. 485쪽
- 2008년 9월,《가짜 이야기 상(上) - 카렌 비》

VOFAN 그림, 현정수 번역, 학산문화사. 443쪽
- 2009년 6월,《가짜 이야기 하(下) - 츠키히 피닉스》

VOFAN 그림, 현정수 번역, 학산문화사. 436쪽
- 2010년 7월,《고양이 이야기(黑) - 츠바사 패밀리》

VOFAN 그림, 현정수 번역, 학산문화사. 414쪽
- 2010년 10월,《고양이 이야기(白) - 츠바사 타이거》

VOFAN 그림, 현정수 번역, 학산문화사. 383쪽
- 2010년 12월,《괴짜 이야기 - 마요이 강시》

VOFAN 그림, 현정수 번역, 학산문화사. 449쪽
- 2011년 3월,《꽃 이야기 - 스루가 데빌》

VOFAN 그림, 현정수 번역, 학산문화사. 346쪽
- 2011년 6월,《미끼 이야기 - 나데코 메두사》

VOFAN 그림, 현정수 번역, 학산문화사. 376쪽
- 2011년 9월,《귀신 이야기 - 시노부 타임》

VOFAN 그림, 현정수 번역, 학산문화사. 352쪽
- 2011년 12월,《사랑 이야기 - 히타기 엔드》

-파이널 시즌-
- 2012년 9월,《빙의 이야기 - 요츠기 돌》
- 2013년 5월,《달력 이야기》
- 2013년 10월,《마지막 이야기 상(上)》
- 2014년 1월,《마지막 이야기 중(中)》
- 2014년 4월,《마지막 이야기 하(下)》
- 2014년 9월,《속 마지막 이야기 - 코요미 북》

-오프 시즌-(시노부모노가타리 츠기모노가타리 발매 예정 *5월18일기준)
- 2015년 5월,《오로카모노가타리》
- 2016년 1월,《와자모노가타리》
- 2016년 7월,《나데모노가타리》
- 2017년 1월,《무스비모노가타리》
- 미정        《시노부모노가타리》
- 미정        《츠기모노가타리》

#### 칼 시리즈
| 권수 | 타이틀                                     | 국내발행일    | ISBN                                                           |
| ---- | ------------------------------------------ | ------------- | -------------------------------------------------------------- |
| 1    | 칼 이야기 제1화 絶刀・鉋（절도・칸나）     | 2011년7월25일 | ISBN 978-4-06-283611-1                                         |
| 2    | 칼 이야기 제2화 斬刀・鈍（참도・나마쿠라） | 2011년8월25일 | ISBN 978-4-06-283604-3                                         |
| 3    | 칼 이야기 제3화 千刀・鎩（천도・츠루기）   | 2012년3월10일 | ISBN 978-4-06-283619-7                                         |
| 4    | 칼 이야기 제4화 薄刀・針（박도・하리）     | 2012년4월20일 | ISBN 978-4-06-283623-4                                         |
| 5    | 칼 이야기 제5화 賊刀・鎧（적도・요로이）   | 2012년5월20일 | ISBN 978-4-06-283628-9                                         |
| 6    | 칼 이야기 제6화 双刀・鎚（쌍도・카나즈치） | 2012년9월25일 | ISBN 978-4-06-283631-9                                         |
| 7    | 칼 이야기 제7화 悪刀・鐚（악도・비타）     | 2012년11월7일 | ISBN 978-4-06-283634-0                                         |
| 8    | 칼 이야기 제8화 微刀・釵（미도・칸자시）   | 2012년12월7일 | ISBN 978-4-06-283636-4                                         |
| 9    | 칼 이야기 제9화 王刀・鋸（왕도・노코기리） | 2013년1월10일 | ISBN 978-4-06-283639-4 {isbn}의 변수 오류: 유효하지 않은 ISBN. |
| 10   | 칼 이야기 제10화 誠刀・銓（성도・하카리）  | 2013년2월14일 | ISBN 978-4-06-283643-2                                         |
| 11   | 칼 이야기 제11화 毒刀・鍍（독도・멧키）    | 2013년5월8일  | ISBN 978-4-06-283648-7                                         |
| 12   | 칼 이야기 제12화 炎刀・銃（염도・쥬）      | 2013년6월5일  | ISBN 978-4-06-283652-4                                         |

### 만화 원작
- 2010년 12월, 《메다카 박스》

아키라 아카츠키 그림. 학산문화사. 200쪽, ISBN 978-89-258-5872-2

### 중·단편
- 〈제로자키 키시시키의 인간노크(零崎軋識の人間ノック)〉 - 《파우스트》 vol.3, 타케 그림
- 〈휴대 리스너(携帯リスナー)〉 - 《파우스트》 vol.4, 마이조 오타로 그림
- 〈아무에게도 이어지지 않는다(誰にも続かない)〉 - 《파우스트》 vol.4, 마이조 오타로 그림

오쓰이치, 기타야마 다케쿠니, 사토 유야, 다키모토 다쓰히코, 니시오 이신의 릴레이 소설